# Zsolt Fodor
Zsolt Fodor (* 1977) ist ein ungarischer Koch.

## Werdegang
Fodor begann seine Kochausbildung 1994 in Budapest. 2003 kam er mit 26 Jahren nach Deutschland. Er kochte im Restaurant Ikarus im Hangar-7 in Salzburg, im Restaurant Dallmayr in München und in der Gourmetstube Einhorn in Südtirol.
Seit September 2022 ist Fodor Küchenchef im Restaurant Solo Du in Bischofswiesen, das 2023 mit einem Michelinstern ausgezeichnet wurde.

## Auszeichnungen
- 2023: Ein Michelinstern für das Restaurant Solo-Du in Bischofswiesen[4]
- 2023: Newcomer des Jahres von Der Große Restaurant & Hotel Guide[5]
- 2025: Aufsteiger des Jahres von Der Große Restaurant& Hotel Guide[6]